# NBCSN
NBCSN (signifiant NBC Sports Network) était une chaîne de télévision sportive américaine appartenant à NBCUniversal.

## Histoire
La chaîne a été lancée le 1er juillet 1995 sous le nom Outdoor Life Network en utilisant sous licence le nom du magazine Outdoor Life et la programmation consistait à la chasse, la pêche, sports extérieurs et aventures. Elle a acquis en 1999 les droits de diffusion du Tour de France. La popularité de Lance Armstrong a permis à la chaîne de rejoindre 60 millions de foyers américains.

Logo de Versus

Le 25 septembre 2006, OLN est devenu Versus et se spécialise dans les sports de combats.

Logo utilisant le nom complet "NBC Sports Network", utilisé de 2012 à juste avant les Jeux olympiques d'hiver de 2014

En février 2011, Comcast fait l'acquisition des actions majeures de NBCUniversal, en intégrant les chaînes sportives de Comcast sous la bannière NBC Sports. De nouvelles acquisitions sportives ont eu lieu, et la chaîne a changé de nom pour NBC Sports Network le 2 janvier 2012 puis NBCSN en août 2013.
En janvier 2021, la direction annonce la fermeture de la chaîne pour le 31 décembre 2021, la programmation sportive étant diluée entre autres sur les stations du réseau NBC, USA Network, CNBC et Peacock, citant entre autres l'impact de la pandémie de Covid-19 sur les sports et l'industrie télévisuelle, l'accélération des désabonnements au câble, la compétition féroce face à ESPN et Fox Sports 1, et conséquemment les revenus en baisse.

## Programmation
En raison des enchères et des contrats avec les ligues sportives, certains sports peuvent changer de diffuseur. La diffusion du football américain est divisé entre NBC, ABC/ESPN, CBS et Fox, selon le soir de la semaine et les équipes.
- NHL on NBC
- IndyCar Series
- College Football on NBC
- College Basketball on NBC
- Coupe Davis
- Championnat d'Angleterre de football (Premier League)
- PBR on Versus
- America's Cup on Versus
- WEC on Versus
- World Combat League on Versus
- Fight Night on Versus
- USSA on Versus
- Tour de France
- SlamBall
- UFL
- UFC